# Metallurgisches Werk Donezkstahl

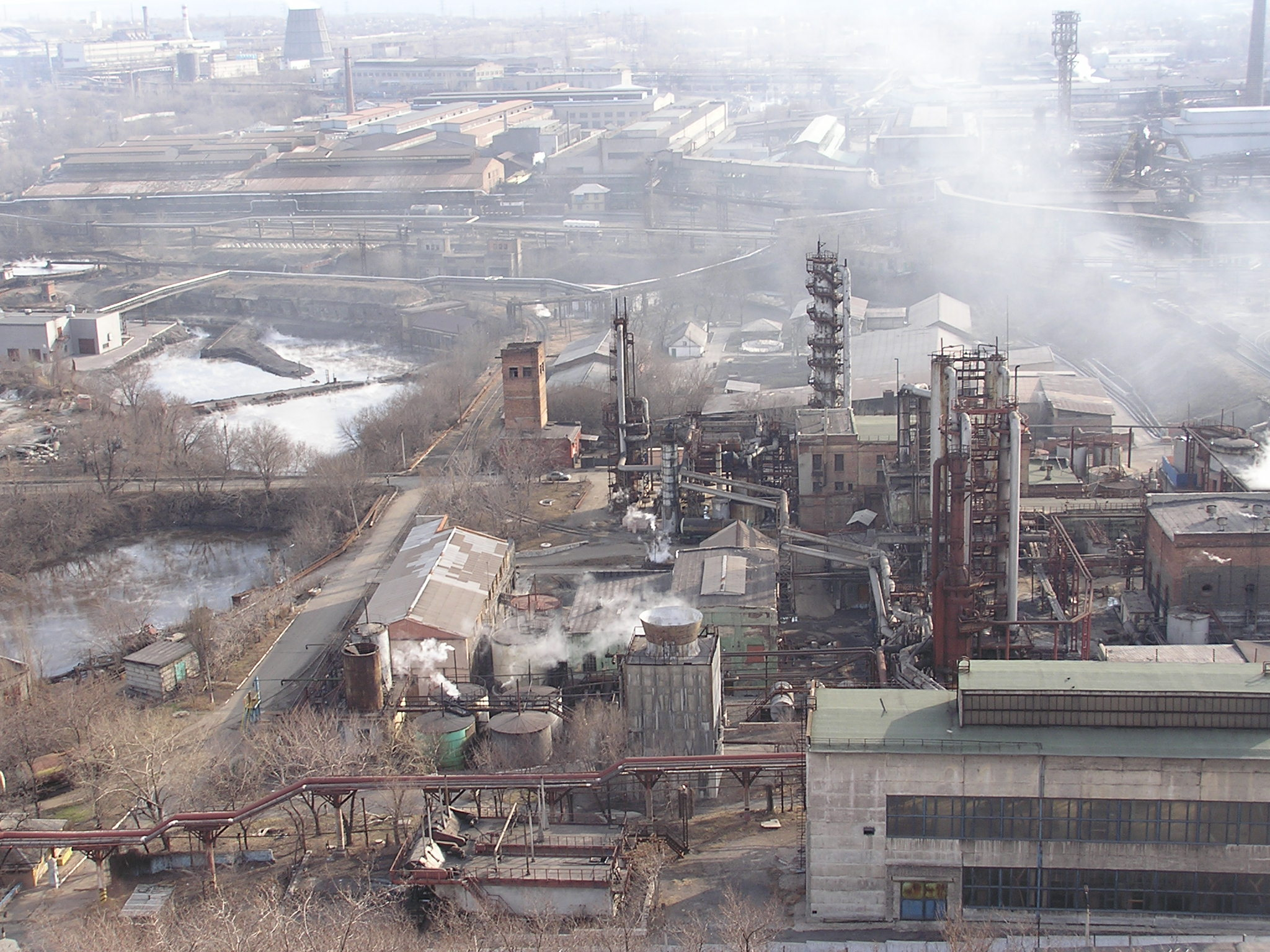
Blick auf das Werk

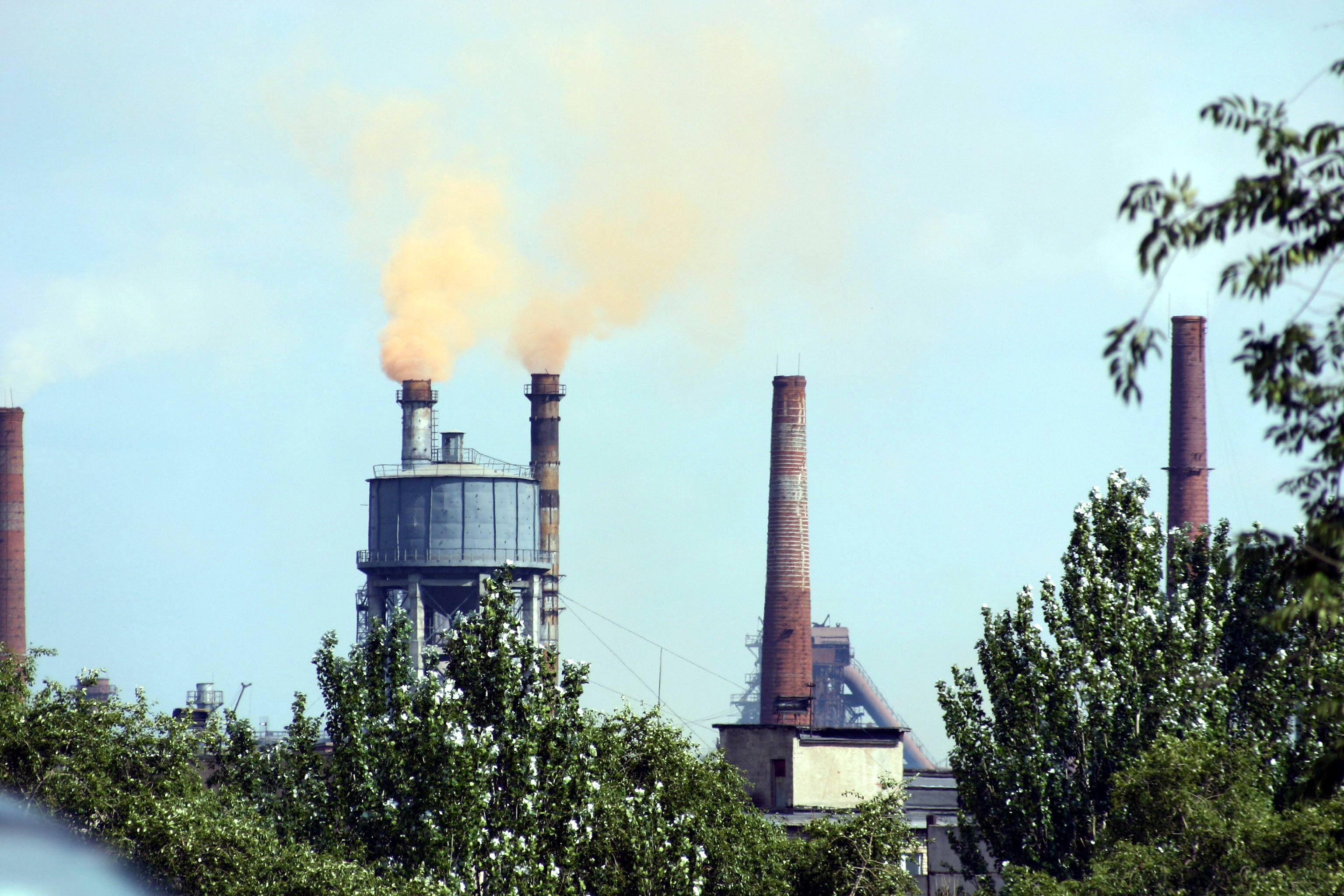
Blick auf die Hüttenanlage

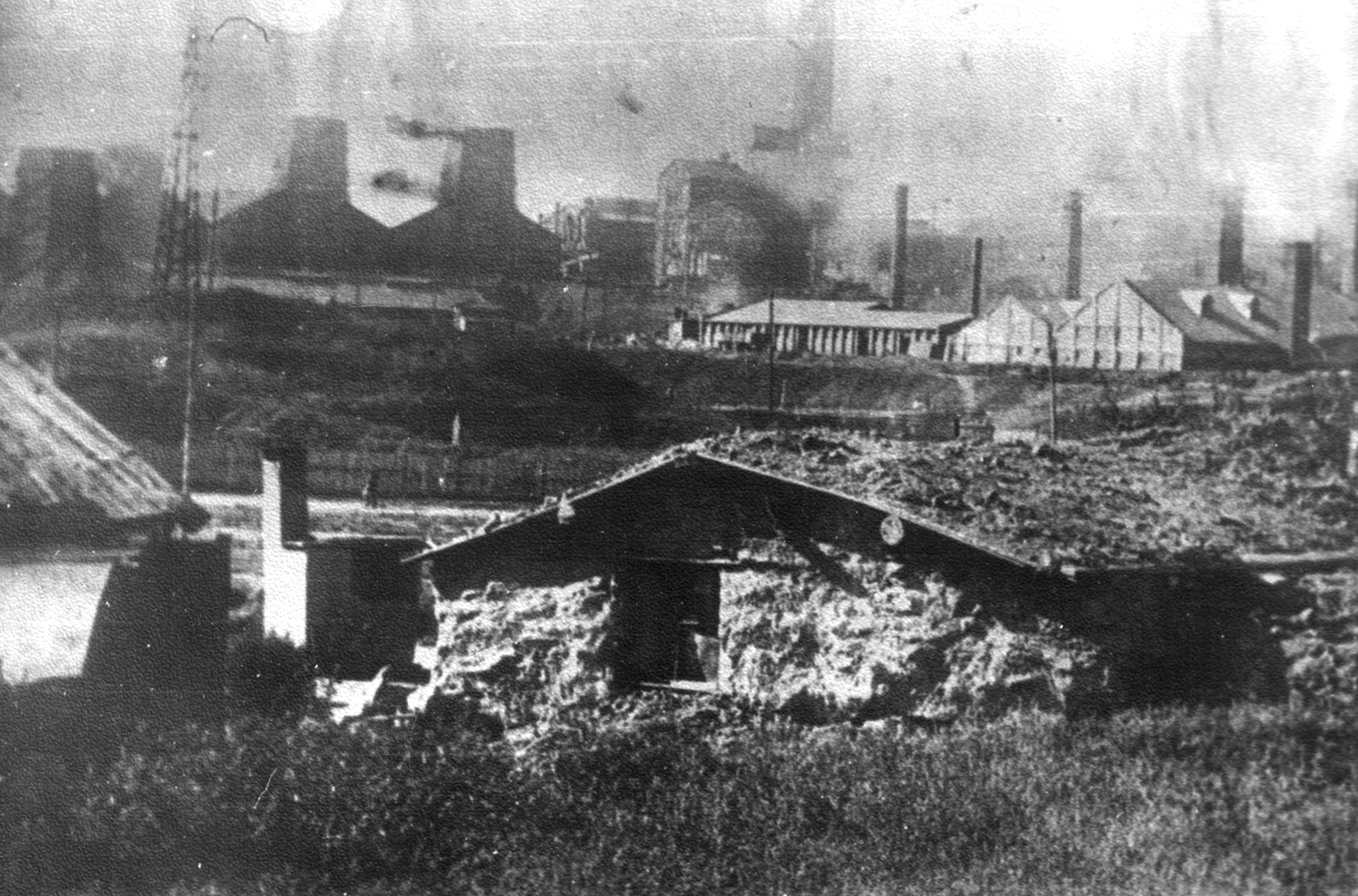
Das Werk im späten neunzehnten Jahrhundert

Das Metallurgische Werk Donezkstahl ist ein Großunternehmen  in der Stadt Donezk, im Südosten der Ukraine. Das Unternehmen beschäftigt rund 10.000 Mitarbeiter. Das Unternehmen ist  auf die Herstellung von: Gusseisen, Stahl in unterschiedlichen Qualitäten und Stahlrohren spezialisiert. Seit dem Konflikt in der Ostukraine stehen erhebliche Teile des Werkes still, da sie sich in unmittelbarer Frontnähe befinden. In den ersten neun Monaten des Jahres 2015 produzierte das Werk nur noch 426.000 Tonnen Gusseisen.

## Geschichte

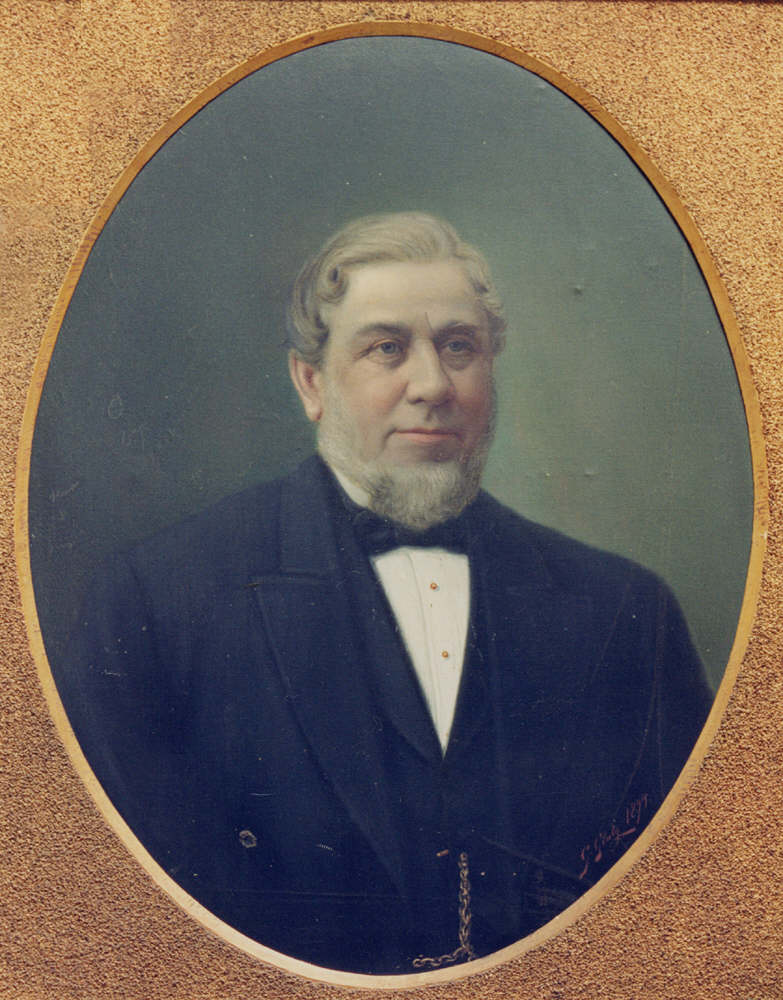
John Hughes, 1894

Das Werk wurde 1869 von der Aktiengesellschaft „Neurussische Gesellschaft für Kohle-, Eisen- und Einbahnausrüstung“ gegründet. Diese Gesellschaft befand sich im Besitz des Briten John Hughes, welcher auch erster Generaldirektoren des Werkes war.
Während des Russischen Bürgerkriegs war die Anlage außer Betrieb. Nach der Verstaatlichung begann 1919 die Wiederherstellung der zerstörten Produktionsanlagen. 1922–1925 sanierte und modernisierte Wladimir Gulyga das Werk. Die Walzerzeugung von Gusseisen und Stahl erreichte 1928 erst wieder das Niveau von 1913.
Seit Beginn des Deutsch-Sowjetischen Krieges begann im Werk die Fertigung von Rüstungsgütern insbesondere  Fliegerbomben und Granaten. Die Rote Armee zerstörte und lähmte bei ihrem Rückzug Teile des Werkes. Das Werk wurde als Patenbetrieb des Hörder Bergwerks- und Hütten-Vereins im Rahmen des deutschen Iwan-Programmes wieder aufgebaut (1942–1943). Beim Rückzug führte die Deutsche Wehrmacht ebenfalls Evakuierungs- und Lähmungsmaßnahmen (ARLZ-Maßnahmen) durch. Erhebliche Teile des Werkes wurden durch Sprengungen unmittelbar vor der Rückeroberung durch die Rote Armee zerstört.
Fünf Monate danach konnte erste Teile des Werkes wiederhergestellt und in Betrieb genommen werden. In den Nachkriegsjahren modernisierte das Unternehmen alte und baute neue Anlagen und  führte fortschrittliche Technologien ein. 1996 wurde das Unternehmen in eine Aktiengesellschaft umgewandelt.

## Generaldirektoren des Werkes
- 1869–1889: John Hughes
- 1889–1903: Arthur David Hughes und Ivor Edward Hughes
- 1903–1908: Anderson Jacob Ivanovic
- 1908–1918: Svitsyn Adam Oleksandrovych
- 1920–1921: Tolmachov Makar Heorhiiovych
- 1921–1924: Ivan Makarov
- 1932–1937: Ivan Makarov
- 1937–1939: Marmazov Y.M.
- 1939–1941: S.A. Lyadov
- 1943–1947: Pavlo Andreev
- 1947–1953: Baranov Kuzma Vasylovych
- 1953–1970: Iwan Y. Ytanow
- 1970–1981: Serhiy Efymenko
- 1981–1986: Stanislav Ignateev
- 1986–1994: Volodymyr Slednev
- 1994–2012: Oleksandr Ryschenkow